# Giuseppe Cardone
Giuseppe Cardone (Pavia, 3 marzo 1974) è un allenatore di calcio ed ex calciatore italiano, di ruolo difensore, collaboratore tecnico del Venezia.

## Biografia
Ha un figlio, Alessandro, che giocava come centrocampista.
Ha anche una figlia, Francesca.

## Carriera

### Giocatore

#### Club
Cresciuto calcisticamente nelle giovanili del Milan, è passato nel 1993 al Pavia in Serie C2, dove ha esordito nel calcio professionistico collezionando 18 presenze. Nella stagione successiva il Milan lo manda in prestito al Leffe, in Serie C1, dove gioca un campionato da titolare. Nel 1995 esordisce in Serie B, in prestito alla Lucchese, con cui colleziona 35 partite nel campionato cadetto contribuendo all'ottimo campionato dei rossoneri.
Nel 1996-1997 passa in compartecipazione al Bologna, che si apprestava ad affrontare il ritorno in Serie A: esordisce nella massima serie il 15 settembre 1996 contro l'Hellas Verona, collezionando 24 presenze a fine stagione.
Riscattato dal Milan per 2 miliardi di lire, rimane coinvolto nella stagione negativa dei rossoneri, disputando 19 partite nel ruolo di terzino destro. Nel gennaio 1999, senza essere mai stato impiegato da Alberto Zaccheroni, viene ceduto a titolo definitivo al Parma, in cambio di Federico Giunti; il club emiliano, a sua volta, lo gira in prestito al L.R. Vicenza. In biancorosso non evita la retrocessione in Serie B, e a fine stagione si trasferisce al Venezia, con cui vive una nuova retrocessione. Nel 2000 torna al Vicenza, nel frattempo risalito in Serie A, disputando una stagione da titolare nuovamente conclusa con la caduta in Serie B.
Passato al Piacenza nell'estate 2001, rimane in Emilia per una stagione e mezza in massima serie, prima di trasferirsi nuovamente al Parma nel gennaio 2003, in cambio del prestito di Marco Marchionni. Nel maggio 2003 si infortuna gravemente, disputando una sola partita nel campionato di Serie A 2003-2004; nell'annata successiva, segnata dal crack Parmalat, diventa capitano, realizzando un gol nel doppio spareggio-salvezza vinto contro il Bologna.
Dopo un campionato da titolare, nella stagione 2006-2007 un nuovo grave infortunio ne limita il contributo a 5 partite. Con l'arrivo di Domenico Di Carlo finisce ai margini della rosa. Nel gennaio 2008 viene ceduto a titolo definitivo al Cesena, in Serie B, con cui non evita la retrocessione in Lega Pro. Svincolato, il 20 agosto 2008 firma un contratto annuale per il Modena, con cui conclude la carriera agonistica con una nuova stagione nella serie cadetta.
In totale ha collezionato 202 presenze con 5 reti in Serie A, e 59 presenze con 2 reti in Serie B, 49 presenze in serie C con 3 reti, 12 presenze in Coppa UEFA con 2 reti.

#### Nazionale
Ha militato nella B Italia sotto la guida di Rossano Giampaglia.

### Allenatore
Ha cominciato la sua carriera di allenatore nella stagione calcistica 2015-2016 guidando la Juniores della Pro Sesto. Nella stagione 2016-2017, dopo aver conseguito il patentino di allenatore professionista UEFA A, ha guidato gli Allievi Lega Pro del Parma passando poi agli Under 16 Nazionali nella stagione 2017/2018.
Il 28 giugno 2018 è ingaggiato come collaboratore tecnico del Venezia.
Nel mese di settembre 2019 ha conseguito a Coverciano la licenza dI Allenatore UEFA PRO

## Statistiche

### Presenze e reti nei club
| Stagione        | Squadra         | Campionato      | Campionato | Campionato | Coppe nazionali | Coppe nazionali | Coppe nazionali | Coppe continentali | Coppe continentali | Coppe continentali | Totale | Totale |
| Stagione        | Squadra         | Comp            | Pres       | Reti       | Comp            | Pres            | Reti            | Comp               | Pres               | Reti               | Pres   | Reti   |
| --------------- | --------------- | --------------- | ---------- | ---------- | --------------- | --------------- | --------------- | ------------------ | ------------------ | ------------------ | ------ | ------ |
| 1993-1994       | Pavia           | C2              | 18         | 0          | -               | -               | -               | -                  | -                  | -                  | 18     | 0      |
| 1994-1995       | Leffe           | C1              | 31         | 3          | -               | -               | -               | -                  | -                  | -                  | 31     | 3      |
| 1995-1996       | Lucchese        | B               | 35         | 2          | CI              | 2               | 1               | -                  | -                  | -                  | 37     | 3      |
| 1996-1997       | Bologna         | A               | 24         | 0          | -               | -               | -               | -                  | -                  | -                  | 24     | 0      |
| 1997-1998       | Milan           | A               | 19         | 0          | CI              | 6               | 0               | -                  | -                  | -                  | 25     | 0      |
| 1998-gen. 1999  | Milan           | A               | 0          | 0          | -               | -               | -               | -                  | -                  | -                  | 0      | 0      |
| Totale Milan    | Totale Milan    | Totale Milan    | 19         | 0          |                 | 6               | 0               |                    | -                  | -                  | 25     | 0      |
| gen.-giu. 1999  | L.R. Vicenza    | A               | 14         | 1          | -               | -               | -               | -                  | -                  | -                  | 14     | 1      |
| 1999-2000       | Venezia         | A               | 19         | 0          | CI              | 7               | 0               | -                  | -                  | -                  | 26     | 0      |
| 2000-2001       | L.R. Vicenza    | A               | 27         | 0          | CI              | 1               | 1               | CU                 | 1                  | 0                  | 29     | 1      |
| Totale Vicenza  | Totale Vicenza  | Totale Vicenza  | 41         | 1          |                 | 1               | 1               |                    | 1                  | 0                  | 43     | 2      |
| 2001-2002       | Piacenza        | A               | 27         | 1          | CI              | 2               | 0               | -                  | -                  | -                  | 29     | 1      |
| 2002-gen. 2003  | Piacenza        | A               | 14         | 1          | CI              | 2               | 0               | -                  | -                  | -                  | 16     | 1      |
| Totale Piacenza | Totale Piacenza | Totale Piacenza | 41         | 2          |                 | 4               | 0               |                    | -                  | -                  | 45     | 2      |
| gen.-giu. 2003  | Parma           | A               | 13         | 1          | -               | -               | -               | -                  | -                  | -                  | 0      | 0      |
| 2003-2004       | Parma           | A               | 1          | 0          | CI              | 2               | 0               | CU                 | 1                  | 0                  | 4      | 0      |
| 2004-2005       | Parma           | A               | 15         | 0          | CI              | 1               | 0               | CU                 | 6                  | 2                  | 22     | 2      |
| 2005-2006       | Parma           | A               | 24         | 1          | CI              | 4               | 0               | -                  | -                  | -                  | 24     | 1      |
| 2006-2007       | Parma           | A               | 5          | 0          | -               | -               | -               | CU                 | 2                  | 0                  | 7      | 0      |
| 2007-gen. 2008  | Parma           | A               | 0          | 0          | -               | -               | -               | -                  | -                  | -                  | 0      | 0      |
| Totale Parma    | Totale Parma    | Totale Parma    | 58         | 2          |                 | 7               | 0               |                    | 9                  | 2                  | 74     | 4      |
| gen.-giu 2008   | Cesena          | B               | 15         | 0          | -               | -               | -               | -                  | -                  | -                  | 15     | 0      |
| 2008-2009       | Modena          | B               | 9          | 0          | CI              | 1               | 0               | -                  | -                  | -                  | 10     | 0      |
| Totale carriera | Totale carriera | Totale carriera | 310        | 10         |                 | 28              | 2               |                    | 10                 | 2                  | 348    | 14     |